# Adesmus phoebinus
Adesmus phoebinus es una especie de escarabajo longicornio del género Adesmus, categorizada en la tribu Hemilophini, de la subfamilia Lamiinae. Fue descrita por Aurivillius en 1900.

## Descripción
Mide 8-11 mm de longitud.

## Distribución
Se distribuye por América del Sur: Venezuela.